# Цвігун Семен Кузьмич
Цвігу́н Семе́н Кузьми́ч (28 вересня 1917, с. Стратіївка, Чечельницький район, Вінницька область — 19 січня 1982, Москва) — радянський державний і партійний діяч, генерал армії (1978). Кандидат у члени ЦК КПРС у 1971—1981 роках. Член ЦК КПРС у 1981—1982 роках. Депутат Верховної Ради СРСР 7—10-го скликань. Герой Соціалістичної Праці (27.09.1977).

## Життєпис
Народився 28 вересня 1917 року в селі Стратіївка (нині Чечельницький район Вінницької області) в селянській родині. Українець. Член ВКП(б)/КПРС з 1940 року.
Після закінчення у 1937 році історичного факультету Одеського педагогічного інституту, працював вчителем історії, а з 1938 року — директором середньої школи в райцентрі Кодима Одеської області.
У листопаді 1939 року перейшов на службу до НКВС СРСР, працював а Управлінні державної безпеки НКВС Молдавської РСР.
Учасник німецько-радянської війни з 1941 року, співробітник особливого відділу Південного фронту. Брав участь у обороні Одеси та Севастополя. З січня 1942 року — співробітник УНКВС Смоленської області, з квітня — оперуповноважений 4-го Управління НКВС СРСР. З грудня 1942 року молодший лейтенант держбезпеки С. К. Цвігун — старший оперуповноважений особливого відділу НКВС 387-ї стрілецької дивізії по обслуговуванню 1271-го стрілецького полку на Донському і Сталінградському фронтах.
У березні 1943 року переведений у внутрішні округи СРСР: співробітник, з лютого 1944 року — начальник розшукового відділення відділу СМЕРШ Південно-Уральського військового округу, а з листопада того ж року — начальник розшукового відділу СМЕРШ Тоцького гарнізону.
По закінченні війни повернувся на роботу до НКДБ (з 1946 року — МДБ) Молдавської РСР. Обіймав посади заступника начальника та начальника 2-го відділу МДБ МРСР. З жовтня 1951 року — заступник міністра державної безпеки МРСР, з березня 1953 року — заступник міністра внутрішніх справ МРСР, а з травня 1954 року — заступник голови КДБ при Раді міністрів Молдавської РСР.
У серпні 1955 року переведений до Таджикистану: перший заступник, а з квітня 1957 року — голова КДБ при Раді міністрів Таджицької РСР.
З вересня 1963 року — голова КДБ при Раді міністрів Азербайджанської РСР.
У травні 1967 року призначається заступником, а у листопаді 1967 року — першим заступником голови КДБ СРСР. Спочатку був куратором 3-го (військова контррозвідка) і 5-го (боротьба з ідеологічними диверсіями) управлінь КДБ. Починаючи з 1971 року — куратор 2-го Головного управління (контррозвідка), прикордонних військ (ГУПВ) та мобілізаційного відділу.
Кандидат у члени ЦК КПРС з 1971 року. Член ЦК КПРС з 1981 року. Обирався депутатом Верховної Ради СРСР 7-10-го скликань (1966—1982 роки).
За офіційною версією, покінчив життя самогубством 19 січня 1982 року на власній дачі у Підмосков'ї. Похований на Новодівочому цвинтарі в Москві (7-а ділянка).

## Літературна діяльність
С. К. Цвігун написав кілька книг про подвиги радянських воїнів і партизанів у роки німецько-радянської війни (романи «Мы вернёмся» (цей роман був перекладений українською мовою під назвою «Ми повернемося»), «Тайный фронт», «Фронт без флангов», «Фронт за линией фронта», «Фронт в тылу врага», «Ураган»), за що був удостоєний премії Ленінського комсомолу.
Під псевдонімом Семен Дніпров написав кіносценарії до художніх фільмів:
- «Фронт без флангів» (1974)
- «Фронт за лінією фронту» (1977)
- «Фронт у тилу ворога» (1981)
- «Відплата» (1981)

Під псевдонімом «генерал-полковник С. К. Мішин» консультував творців телевізійного серіалу «Сімнадцать миттєвостей весни» та фільму «Приборкання вогню».

## Нагороди і почесні звання
Указом Президії Верховної Ради СРСР від 27 вересня 1977 року за видатні заслуги у забезпеченні безпеки держави, генерал-полковникові Цвігуну Семену Кузьмичу присвоєне звання Героя Соціалістичної Праці з врученням ордена Леніна і золотої медалі «Серп і Молот».
Указом Президії Верховної Ради СРСР від 13 грудня 1978 року генерал-полковнику С. К. Цвігуну присвоєне військове звання «генерал армії» з врученням відповідної Грамоти Президії Верховної Ради СРСР і знака відзнаки «Маршальська Зірка».
Нагороджений двома орденами Леніна, орденом Жовтневої Революції, двома орденами Червоної Зірки, багатьма медалями та нагородами іноземних держав.